# Pequenas Grandes Mulheres: NY
Pequenas Grandes Mulheres: NY é um reality que estreou em 25 de março de 2015 no Lifetime. É um spin-off da série Pequenas Grandes Mulheres: LA.
A série narra a vida de um grupo de pequenas mulheres que vivem na Cidade de Nova York. A segunda temporada da Pequenas Grandes Mulheres: NY estreou em 4 de maio de 2016 com Jessica Capri e Katie Snyder substituindo Misty Irwin, Jordanna James e Kristin Zettlemoyer.

## Resumo da série
| Temporada | Temporada | Episódios | Exibição original    | Exibição original   |
| Temporada | Temporada | Episódios | Estreia da temporada | Final da temporada  |
| --------- | --------- | --------- | -------------------- | ------------------- |
|           | 1         | 10        | 24 de março de 2015  | 27 de maio de 2015  |
|           | 2         | 7         | 4 de maio de 2016    | 15 de junho de 2016 |

## Episódios

### 1ª Temporada (2015)
| № em geral | № na temporada | Título                           | Data de exibição original | Telespectadores (EUA) |
| ---------- | -------------- | -------------------------------- | ------------------------- | --------------------- |
| 1          | 1              | "Big City, Little Women"         | 24 de março de 2015       | 1.1                   |
| 2          | 2              | "Moving Out"                     | 1 de abril de 2015        | 1.1                   |
| 3          | 3              | "Burlesque Brawl"                | 8 de abril de 2015        | 1.2                   |
| 4          | 4              | "Moving Out"                     | 15 de abril de 2015       | 1.1                   |
| 5          | 5              | "The Intervention"               | 22 de abril de 2015       | 1.2                   |
| 6          | 6              | "Cabin Fever"                    | 29 de abril de 2015       | 1.0                   |
| 7          | 7              | "The Little People Fashion Show" | 6 de maio de 2015         | 1.0                   |
| 8          | 8              | "The Vagina Monologues"          | 13 de maio de 2015        | 1.0                   |
| 9          | 9              | "Puerto Rico Fever"              | 20 de maio de 2015        | 1.0                   |
| 10         | 10             | "The Big Question"               | 27 de maio de 2015        | 0.8                   |

### 2ª Temporada (2016)
| № em geral | № na temporada | Título                       | Data de exibição original | Telespectadores (EUA) |
| ---------- | -------------- | ---------------------------- | ------------------------- | --------------------- |
| 11         | 1              | "New Roommates, New Drama"   | 4 de maio de 2016         | N/A                   |
| 12         | 2              | "Agree to Disagree"          | 11 de maio de 2016        | N/A                   |
| 13         | 3              | "Into the Wild"              | 18 de maio de 2016        | N/A                   |
| 14         | 4              | "A Rough Patch"              | 25 de maio de 2016        | N/A                   |
| 15         | 5              | "Jason Gets His Groove Back" | 25 de maio de 2016        | N/A                   |
| 16         | 6              | "It's Go Time"               | 8 de junho de 2016        | N/A                   |
| 17         | 7              | "The Newest Little Person"   | 15 de julho de 2016       | N/A                   |